# Krisna Bayu
Krisna Bayu (24 de diciembre de 1974) es un deportista indonesio que compitió en judo. Ganó una medalla de bronce en el Campeonato Asiático de Judo de 2004 en la categoría de –90 kg.

## Palmarés internacional
| Campeonato Asiático | Campeonato Asiático  | Campeonato Asiático | Campeonato Asiático |
| Año                 | Lugar                | Medalla             | Categoría           |
| ------------------- | -------------------- | ------------------- | ------------------- |
| 2004                | Almatý ( Kazajistán) | Medalla de bronce   | –90 kg              |